# Луиза Кристина Савойская-Кариньянская
Луи́за Кристи́на Саво́йская-Каринья́нская (итал. Luisa Cristina di Savoia-Carignano; 1 августа 1627, Париж, Французское королевство — 7 июля 1689, там же) — принцесса Савойского дома, дочь Томаса Франциска, принца Кариньяно; в замужестве — наследная принцесса Баден-Бадена.

## Биография

### Ранние годы
Луиза Кристина Савойская-Кариньянская родилась в Суассонском дворце в Париже 1 августа 1627 года. Она была дочерью принца Томаса Франциска Савойского, принца Кариньянского, маркиза Раккониджи и принцессы Марии де Бурбон, графини Суассонской. По линии матери состояла в родстве с королевской семьёй Франции.
Воспитание и образование принцессы было доверено монахиням. Характер Луизы Кристины формировался в атмосфере постоянных балов, которые устраивала её мать. Суассонский дворец был превращён его хозяйкой в центр столичной галантной жизни. По достижении совершеннолетия, принцесса отказалась от нескольких выгодных предложений, потому, что не желала покидать двор. Она была назначена фрейлиной королевы-матери Анны Австрийской. За службу ей было назначено ежегодное содержание в сто восемьдесят тысяч ливров.
Влюбившись в красивую и остроумную принцессу, наследный принц Фердинанд Максимиллиан Баденский стал частым гостем в Суассонском дворце. Он получил благословение отца, Вильгельма I, маркграфа Баден-Бадена и инициировал переговоры между Савойским и Баденским домами о заключении брачного соглашения.

### Замужество
Брачный контракт был подписан 15 марта 1653 года во дворце Лувр в присутствии короля Людовика XIV и двора. Во время торжественной церемонии Луиза Кристина была одета в платье из золотой парчи, сшитом по последней моде. Её наряд произвёл особенное впечатление на свидетелей. В приданое за невестой было дано 700 000 ливров и 15 000 экю, будущий свёкор подарил ей имперскую крепость Мальберг и графство Эберштайн, кроме того она получила многочисленные дорогие подарки от жениха.
В феврале 1654 года в часовне Суассонского дворца состоялась церемония бракосочетания по доверенности. Жениха представлял принц Эудженио Маурицио Савойский-Кариньянский, брат невесты. В июне 1654 года наследный принц Фердинанд Максимиллиан приехал в Париж за женой. По настоянию отца, он должен был вернуться с ней в Баден-Баден. Однако, совместная жизнь супругов сразу обнаружила разность их характеров и приоритетов. Луизе Кристине нравилась светская жизнь. Фердинанд Максимиллиан, напротив, был серьёзен и практичен. Кроме того, зять не нравился тёще, потакавшей желаниям дочери.
Вскоре Луиза Кристина родила сына, крёстным отцом которого стал Людовик XIV. Под разными предлогами она оттягивала переезд в Баден-Баден, что привело к фактическому распаду семьи. Чтобы заставить жену последовать за собой, Фердинанд Максимилиан увез их единственного ребёнка к себе на родину, где доверил его заботам Марии Магдалины фон Оттинген-Балдерн, второй жены отца. Поведение Луизы Кристины было осуждено даже папой Александром VII. На принцессу оказывали давление родственники из Савойского дома и Парижский парламент. Ей был запрещён доступ ко двору. Но ничто не смогло повлиять на Луизу Кристину и заставить её покинуть Париж.
Фердинанд Максимилиан не смог разлюбить супругу. Неоднократно наследный принц пытался восстановить с ней отношения. В октябре 1669 года он скоропостижно скончался от ранения, полученного во время охоты. Фердинанд Максимиллиан умер раньше отца, поэтому после смерти Вильгельма I, новым маркграфом Баден-Бадена стал его единственный сын, Людвиг Вильгельм. К известию о смерти мужа Луиза Кристина отнеслась равнодушно.

### Последние годы
В 1684 году она содействовала заключению брака младшего брата, принца Эммануила Филиберта и Марии Екатерины д’Эсте. Она сделала это, несмотря на желание Людовика XIV, женить принца на французской принцессе. За это король сослал Луизу Кристину в Ренн. Только в июле 1688 года ей было дозволено вернуться в Париж.
Луиза Кристина Савойская-Кариньянская умерла в Париже 7 июля 1689 года. На погребении принцессы присутствовала только её мать, пережившая дочь на три года. Она была похоронена в монастыре картузианцев в Обвуа, близ города Гайон в Нормандии, в семейной усыпальнице принцев Кариньянских во Франции. Во время Великой Французской революции могила принцессы была осквернена.

## Брак и титулы
В Париже во дворце Лувр 15 марта 1653 года был подписан брачный контракт между принцессой Луизой Кристиной Савойской-Кариньянской и Фердинандом Максимилианом Баденским (23.9.1625 — 4.11.1669), наследным принцем Баден-Бадена, сыном Вильгельма Баденского, маркграфа Баден-Бадена и Екатерины Урсулы Гогенцоллерн-Гехингенской. В этом браке родился единственный сын:
- Людвиг Вильгельм Баденский (8.4.1655 — 4.1.1707), маркграф Баден-Бадена, женился на Франциске Сибилле Августе Саксен-Лауэнбургской (21.1.1675 — 10.7.1733).

С рождения и до замужества она носила титул Её Королевского высочества, принцессы Савойской, принцессы Кариньянской. Титул Луизы Кристины после замужества — Её Королевское высочество, принцесса Савойская, принцесса Кариньянская, наследная принцесса Баден-Бадена, после вдовства — Её Королевское высочество, принцесса Савойская, принцесса Кариньянская, вдовствующая наследная принцесса Баден-Бадена.